# Belavantanakoppa, Sorab
Belavantanakoppa là một làng thuộc tehsil Sorab, huyện Shimoga, bang Karnataka, Ấn Độ.